# Henryk Gradowski
Henryk Gradowski (ur. 4 kwietnia 1909 w Warszawie, zm. 15 stycznia 1932 w Warszawie) – działacz komunistyczny.

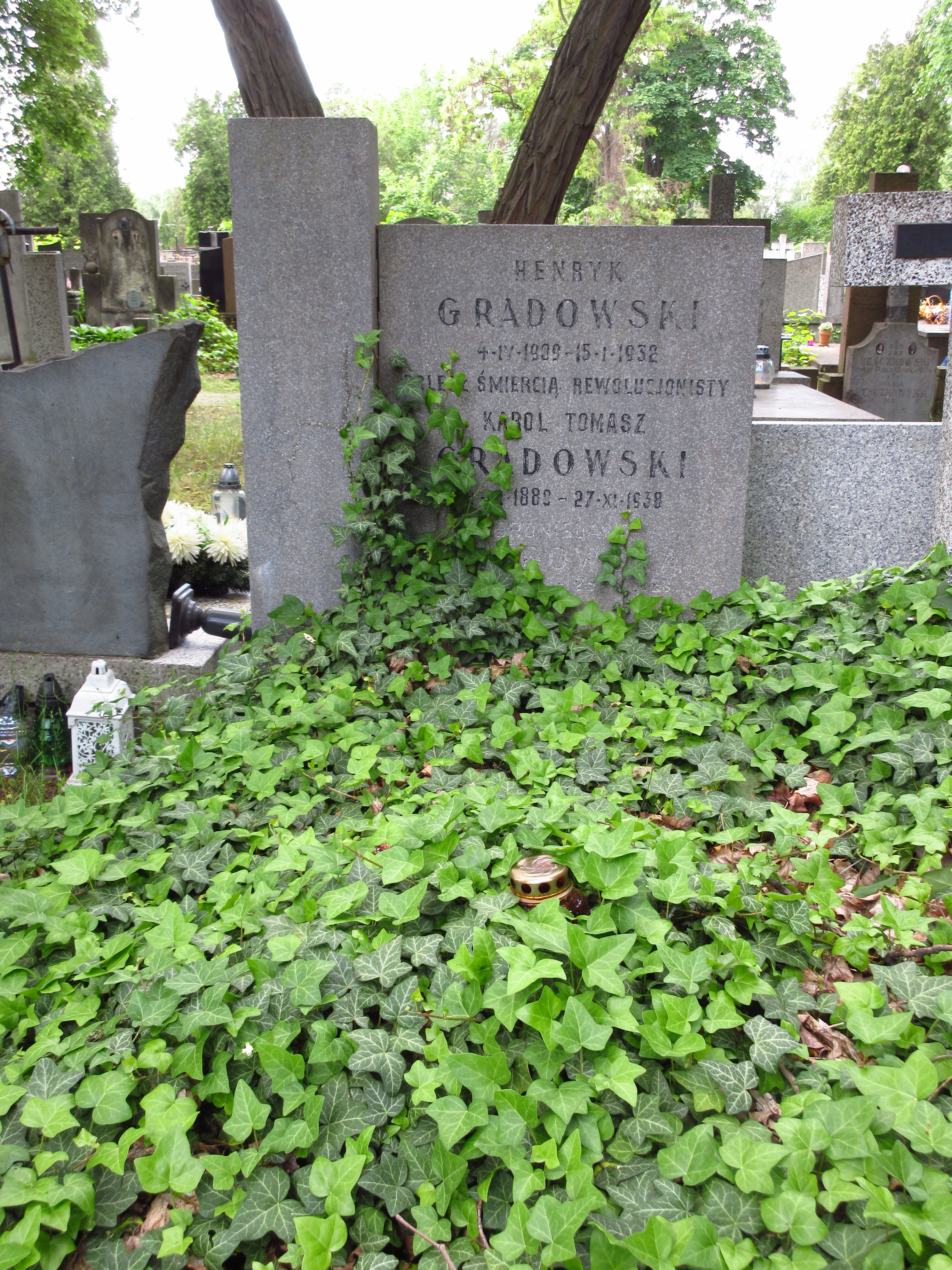
Grób Henryka Gradowskiego na Cmentarzu Bródnowskim.

W 1927 zdał egzamin maturalny i rozpoczął studia na Wydziale Przyrodniczo-Matematycznym Uniwersytetu Warszawskiego, z przyczyn materialnych przerwał naukę. W 1929 ponownie zdawał egzaminy, ale tym razem na Wydział Prawa. Od młodych lat należał do Związku Niezależnej Młodzieży Socjalistycznej „Życie”, a następnie do Komunistycznego Związku Młodzieży Polskiej. Od roku 1930 członek Komunistycznej Partii Polski. W 1931 r. ukończył Szkołę Podchorążych Rezerwy piechoty nr 2 w Tomaszowie Lubelskim.
W nocy z 14 na 15 stycznia 1932 w mieszkaniu jego rodziców, przy ul. Dalekiej 6 dokonano rewizji policyjnej, w wyniku której znaleziono ukryte w piwnicy konspiracyjne druki i ulotki. Po rewizji H. Gradowski został wyprowadzony z mieszkania w celu odprowadzenia na komisariat policji. Wyrwał się policjantom i zaczął uciekać, został zastrzelony na pl. Artura Zawiszy przez wywiadowców policji politycznej (tzw. Defensywy). Pochowany został na cmentarzu Bródnowskim (kw. 77D-3-16).
Upamiętniający Henryka Gradowskiego kamień pamiątkowy, umieszczony na pl. Zawiszy 30 kwietnia 1957, został z inicjatywy radnych dzielnicy Ochota usunięty w nocy z 18 na 19 sierpnia 2005.